# Dualchi
Dualchi (sardisk: Duàrche) er en by og en kommune (comune) i provinsen Nuoro i regionen Sardinien i Italien. Byen ligger i 321 meters højde og har 616 indbyggere (2016). Kommunen har et areal på 23,41 km² og grænser til kommunerne Aidomaggiore, Birori, Borore, Bortigali, Noragugume, Silanus og Sedilo.